# Advan Cup
De Advan Cup is het oudste tourwagenkampioenschap in Denemarken. De klasse is in 1982 opgericht als de Akai Cup. Dit kampioenschap rijdt in het voorprogramma van het Danish Touringcar Championship. In dit kampioenschap zijn alle auto's met een motorinhoud tot 2.0L toegestaan.

## Een raceweekeinde
Een raceweekeinde begint voor dit kampioenschap op zaterdag. 's Morgens is er de vrije training. 's Middags begint de kwalificatie die de startopstelling voor de eerste race bepaald. In de namiddag op zaterdag vindt de eerste race plaats. Deze bepaald de startopstelling voor de tweede race op zondag. De top zes van de eerste race staat in omgekeerde volgorde op de baan voor de tweede race. De tweede race vindt plaats in de namiddag op zondag, deze race wordt live uitgezonden op de Deense tv. De puntentelling voor beide races is gelijk namelijk 25-20-17-15-13-10-9-8-7-6-5-4-3-2-1.

## Kampioenen
| Jaar | Coureur            | Auto                | Kampioenschap      |
| ---- | ------------------ | ------------------- | ------------------ |
| 1982 | Oluf Raldorf       | Fiat Ritmo 105      | Akai Cup           |
| 1983 | Dennis Christensen | Ford Escort XR3i    | Akai Cup           |
| 1984 | Dennis Christensen | Ford Escort XR3i    | Pirelli Cup        |
| 1985 | Ole Olsen          | Honda Civic         | Castrol Cup        |
| 1986 | Dennis Christensen | Mazda 323 GTX       | Goodyear GTI Cup   |
| 1987 | Dennis Christensen | Mazda 323 GTX       | Goodyear GTI Cup   |
| 1988 | Bjarne Kragelund   | Alfa Romeo 33       | Goodyear GTI Cup   |
| 1989 | Henrik Spellerberg | Peugeot 205 GTI     | Goodyear GTI Cup   |
| 1990 | Lars Skovgaard     | Peugeot 205 Rally   | Goodyear GTI Cup   |
| 1991 | Lars Møller        | Toyota Corolla GTi  | Goodyear Eagle Cup |
| 1992 | Michael Carlsen    | Peugeot 205 GTI     | Goodyear Eagle Cup |
| 1993 | Jørgen Weinreich   | Mazda 323 GTX       | Goodyear Eagle Cup |
| 1994 | Michael Carlsen    | Peugeot 205 GTI     | Goodyear Eagle Cup |
| 1995 | Michael Carlsen    | Peugeot 106 XSi     | Gruppe N National  |
| 1996 | Per Carlsen        | Toyota Corolla GTi  | Gruppe N National  |
| 1997 | Lars Vendelbo      | Peugeot 106 XSi     | Gruppe N National  |
| 1998 | Michael Schröter   | Volkswagen Golf GTI | Gruppe N National  |
| 1999 | Peter Rasmussen    | Fiat Coupé Turbo    | Yokohama Cup       |
| 2000 | Niels Ole Andersen | Peugeot 106         | Yokohama Cup 1600  |
| 2000 | Brian Olsen        | Volkswagen Golf GTI | Yokohama Cup 2000  |
| 2001 | Klaus Ellmies      | Honda Civic         | Yokohama Cup 1600  |
| 2001 | Brian Olsen        | Volkswagen Golf GTI | Yokohama Cup 2000  |
| 2002 | Peter Faarborg     | Peugeot 106         | Yokohama Cup 1600  |
| 2002 | Michel Nykjær      | Seat Ibiza          | Yokohama Cup 2000  |
| 2003 | Steffen Larsen     | Peugeot 106         | Yokohama Cup 1600  |
| 2003 | Per Poulsen        | Renault Mégane      | Yokohama Cup 2000  |
| 2004 | Steffen Larsen     | Peugeot 106         | Yokohama Cup 1600  |
| 2004 | Klaus Verner       | Peugeot 307         | Yokohama Cup 2000  |
| 2005 | Poul Erik Jensen   | Peugeot 106         | Yokohama Cup 1600  |
| 2005 | Kent Iversen       | Peugeot 307         | Yokohama Cup 2000  |
| 2006 | Kim Lund           | Peugeot 307         | Advan Cup          |
| 2007 | Kim Lund           | Peugeot 307         | Advan Cup          |